# 下米拉諾瓦茨

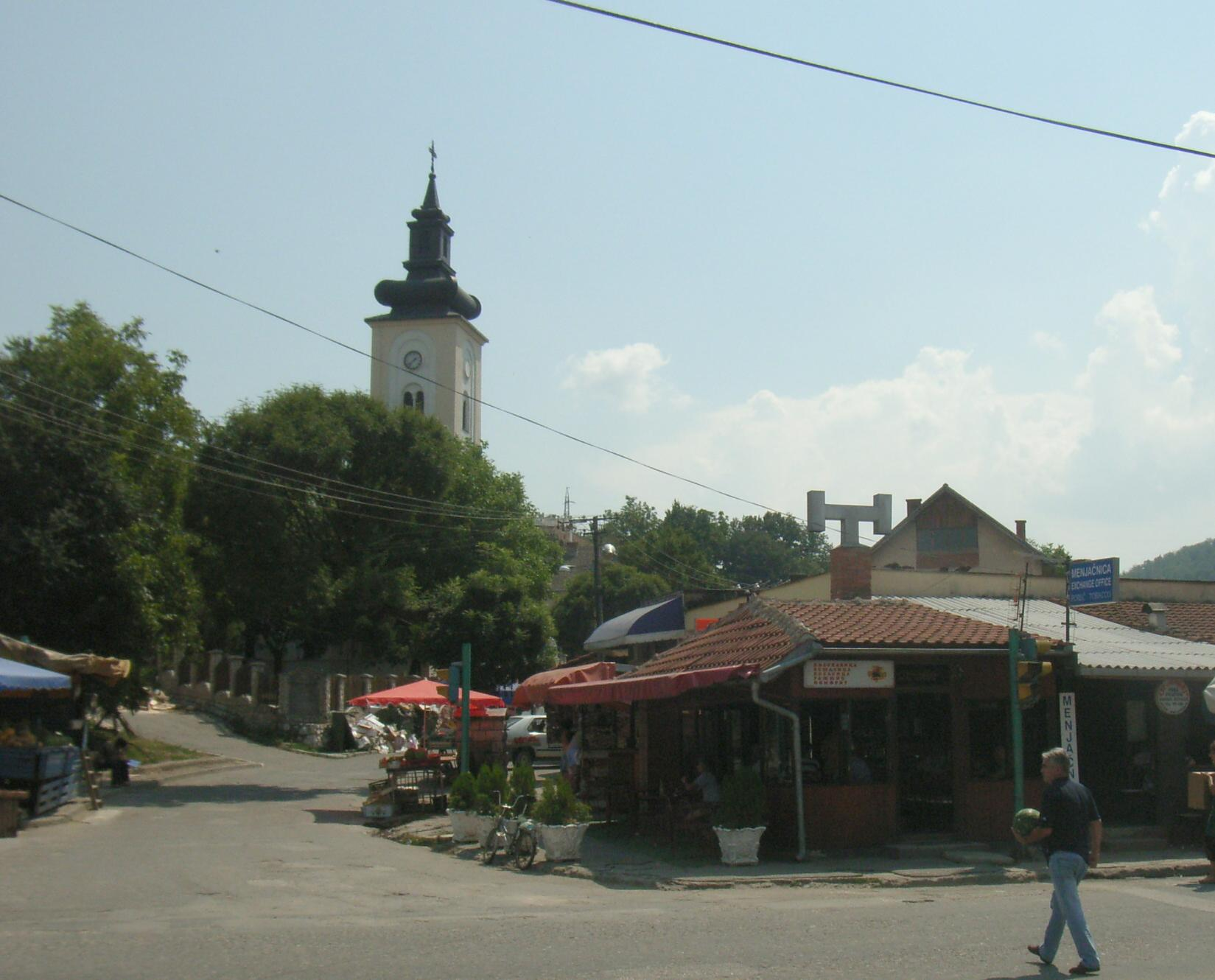

下米拉諾瓦茨是塞爾維亞的城鎮，由博爾州負責管轄，位於該國東部多瑙河右岸，距離與羅馬尼亞接壤邊境，始建於十九世紀，海拔高度56米，2002年人口3,132。
44°29′N 22°07′E / 44.483°N 22.117°E